# 산 살비
산 살비(San Salvi) 또는 산 미켈레 아 산 살비(San Michele a San Salvi)는 이탈리아 피렌체에 있는 교회당이다.
이곳은 11세기에 수도원 단지의 시설 일부로서 발롬브로사 수도회에 의해 지어졌다. 1529년 피렌체 공방전 당시, 부분적으로 파괴되었다. 16세기 양식으로 지어진 포르티코를 제외하면 본래의 양식에 따라 재건되었다. 교회당의 내부는 직사각형의 후진를 지닌 라틴 십자가 모양의 단일한 통로 구조를 갖추고 있다. 교회의 리펙터리에는 안드레아 델 사르토의 프레스코화 걸작 '최후의 만찬'(1519년-1527년작)이 있다.